# Vis-en-Artois Memorial
Vis-en-Artois Memorial is een oorlogsmonument dat werd opgericht voor de vermiste slachtoffers uit de Eerste Wereldoorlog die in de periode van 8 augustus 1918 tot de wapenstilstand tijdens de eindstrijd in Picardië en Artois en tussen de Somme en Loos, sneuvelden en geen gekend graf hebben. Dit monument maakt deel uit van de Vis-en-Artois British Cemetery, gelegen in de Franse gemeente Haucourt (departement Pas-de-Calais).
Het monument werd ontworpen door John Truelove en bestaat uit een schermwand in drie delen, opgebouwd in witte natuursteen. Het centrale deel van de schermwand is gebogen met in het midden een door beeldhouwer Ernest Gillick ontworpen reliëf dat de H. Joris en de Draak voorstelt. De andere delen van de schermwand zijn ook gebogen en maken deel uit van een overdekte zuilengalerij die de centraal opgestelde Stone of Remembrance omsluiten. Het verhoogd terras met de Stone wordt geflankeerd door twee pylonen van 21 m hoog. 
In de hele schermwand zijn 12 panelen aangebracht waarop de namen van 9.830 vermisten zijn gegraveerd. Ze behoorden tot de strijdkrachten van Groot-Brittannië, Ierland en Zuid-Afrika. De Canadese, Australische en Nieuw-Zeelandse vermisten worden herdacht op andere monumenten (meestal in de bestaande Britse oorlogsbegraafplaatsen).
Het monument werd op 4 augustus 1930 door Rt. Hon. Thomas Shaw onthuld en wordt onderhouden door de Commonwealth War Graves Commission.

## Onderscheiden militairen
- George Prowse, adjudant-onderofficier bij de Royal Naval Volunteer Reserve werd onderscheiden met het Victoria Cross en de Distinguished Conduct Medal (VC, DCM).
- Frederick Charles Riggs, sergeant bij het York and Lancaster Regiment werd onderscheiden met het Victoria Cross en de Military Medal (VC, MM).
- Allan Leonard Lewis, korporaal bij het Northamptonshire Regiment werd onderscheiden met het Victoria Cross (VC).
- de onderluitenants Herbert Benjamin Biggs (Royal Naval Volunteer Reserve) en Neil Wallace Robertson (Royal Scots Fusiliers) werden tweemaal onderscheiden met het Military Cross (MC and Bar).
- nog 28 officieren werden onderscheiden met het Military Cross (MC).
- sergeant William George Griffiths (The King's (Liverpool Regiment)) en soldaat John Lane (The Loyal North Lancashire Regiment) werden onderscheiden met de Distinguished Conduct Medal en tweemaal met de Military Medal (DCM, MM and Bar).
- korporaal Joseph Henry Vale (Oxford and Bucks Light Infantry) werd onderscheiden met de Distinguished Conduct Medal en de Meritorious Service Medal (DCM, MSM).
- de  sergeanten James Norman Williams (Devonshire Regiment), Philip Collingwood (Machine Gun Corps (Infantry)), Percy Campbell (The King's (Liverpool Regiment), Jack Brown (Sherwood Foresters (Notts and Derby Regiment)), Arthur James Ayres (The Buffs (East Kent Regiment)), John Martin Rooney (King's Own Scottish Borderers) en Thomas Jones (The King's (Liverpool Regiment), de soldaten Thomas Flynn (Royal Munster Fusiliers) en Michael Condon (Royal Welsh Fusiliers) werden onderscheiden met de Distinguished Conduct Medal en de Military Medal (DCM, MM).
- nog 36 militairen werden onderscheiden met de Distinguished Conduct Medal (DCM).
- de sergeanten Harold Bacon (Army Service Corps) en Fred Ellis (West Yorkshire Regiment (Prince of Wales's Own)) werden onderscheiden met de Meritorious Service Medal (MSM).
- onderluitenant William Frank Hardy, de sergeanten Frederick H. Walker, George Frederick Tamplin en Arthur Haigh, de korporaals James McArthur, William Edward Harris en Charles Raymond Treadgold en de soldaten Frank Pigott, Frederick Fletcher en James Gregory werden tweemaal onderscheiden met de Military Medal (MM and Bar).
- nog 273 militairen werden onderscheiden met de Military Medal (MM).

## Minderjarige militairen
Vijf soldaten waren 17 jaar toen ze sneuvelden: Albert George Paddock (South Wales Borderers), Stephen Blake (Duke of Cornwall's Light Infantry), John George Daltry (Lincolnshire Regiment), Vernon Lees (Lancashire Fusiliers) en Stanley Morton (Duke of Wellington's (West Riding Regiment)).

## Aliassen
Acht militairen dienden onder een alias:
- sergeant R.L. Addison als George Abbott bij het London Regiment (Royal Fusiliers).
- sergeant John Thornton Short als George Doncaster bij de Royal Fusiliers.
- geleider Jack Hibberd als Jack Kirby bij de Royal Field Artillery.
- soldaat Leonard Frederick Evans als Leonard Charles Evans bij het Middlesex Regiment.
- soldaat Stanley Ernest Atherton als Stanley Reynolds bij de Cameronians (Scottish Rifles).
- soldaat John Samuel Solomons als John Samuels bij het London Regiment.
- soldaat Horace Adkins als Frank Adams bij de Royal Marine Light Infantry.
- soldaat Arthur Hindle Carter als Arthur Hindle Whiteley bij de Duke of Wellington's (West Riding Regiment).

## Gefusilleerde militair
- soldaat Frederick Charles Butcher (The Buffs (East Kent Regiment)) werd op 27 augustus 1918 wegens lafheid gefusilleerd. Hij was 26 jaar oud.[1]